# Stilja
Stilja falu Horvátországban, Split-Dalmácia megyében. Közigazgatásilag Vrgorachoz tartozik.

## Fekvése
Makarskától légvonalban 23, közúton 48 km-re délkeletre, községközpontjától légvonalban 8, közúton 10 km-re északnyugatra, Közép-Dalmáciában, a hercegovinai határ melletti hegyvidéken fekszik.

## Története
Stilja területe a régészeti leletek tanúsága szerint már az ókorban is lakott volt. A térség első ismert népe az illírek egyik törzse a dalmátok voltak, akik a magaslatokon épített, jól védhető erődített településeikben laktak. Jelenlétüket a település határában megtalálható halomsírok is igazolják. Sokan a település nevét is illír eredetűnek tartják, jelentése azonban ismeretlen. A rómaiak hosszú ideig tartó harcok után csak az 1. században hódították meg ezt a vidéket. Az illírek elleni 9-ben aratott végső győzelem után békésebb idők következtek, de a római kultúra csak érintőleges hatással volt erre a térségre. A horvát törzsek a 7. század végén és a 8. század elején telepedtek le itt, ezután területe a neretvánok kenézségének Paganiának a részét képezte. A térség a középkorban is folyamatosan lakott volt. A szomszédos Prapatnicán a Vukojević-ház mellett az egész Vrgorska krajina legnagyobb kora középkori temetője található. A török a 15. század második felében szállta meg ezt a vidéket, mely 1696 körül szabadult fel végleg a több mint kétszáz éves uralma alól. A török uralom után a település a Velencei Köztársaság része lett. A török időkben a megmaradt lakosság lelki szolgálatát a živogošćei kolostor ferences szerzetesei látták el. A kandiai háború idején a térség falvai elpusztultak.
Stilja a török uralom végével a 17. század végén 1696 körül a környező településekkel együtt népesült be. A betelepülők ferences szerzetesek vezetésével főként a szomszédos Hercegovinából érkeztek. Csak a Miletićek és a Vukovićok érkeztek Montenegróból. A lakosság főként földműveléssel és állattartással foglalkozott, de a határhoz közeli fekvésénél fogva eleinte még gyakran kellett részt vennie a velencei-török összecsapásokban. Lakói kezdetben a zavojanei plébániához tartoztak, Stilja csak jóval később, 1922-ben lett önálló plébánia. A velencei uralomnak 1797-ben vége szakadt és osztrák csapatok vonultak be Dalmáciába. 1806-ban az osztrákokat legyőző franciák uralma alá került, de Napóleon lipcsei veresége után 1813-ban újra az osztrákoké lett. 1857-ben 486, 1910-ben 705 lakosa volt. 1918-ban az új Szerb-Horvát-Szlovén Állam, majd később Jugoszlávia része lett. A település a háború után a szocialista Jugoszláviához került. 1991 óta a független Horvátországhoz tartozik. 2011-ben 320 lakosa volt.

## Lakosság
| Lakosság változása | Lakosság változása | Lakosság változása | Lakosság változása | Lakosság változása | Lakosság változása | Lakosság változása | Lakosság változása | Lakosság változása | Lakosság változása | Lakosság változása | Lakosság változása | Lakosság változása | Lakosság változása | Lakosság változása | Lakosság változása |
| ------------------ | ------------------ | ------------------ | ------------------ | ------------------ | ------------------ | ------------------ | ------------------ | ------------------ | ------------------ | ------------------ | ------------------ | ------------------ | ------------------ | ------------------ | ------------------ |
| 1857               | 1869               | 1880               | 1890               | 1900               | 1910               | 1921               | 1931               | 1948               | 1953               | 1961               | 1971               | 1981               | 1991               | 2001               | 2011               |
| 486                | 526                | 587                | 595                | 679                | 705                | 662                | 671                | 620                | 672                | 694                | 669                | 551                | 416                | 376                | 320                |

## Nevezetességei
- Keresztelő Szent János tiszteletére szentelt plébániatemploma[4] valószínűleg a 18. század első felében épült, de pontos építési ideje nem ismert. Az építés mindenképpen a török alóli felszabadulás és az új lakosság betelepülése után történt. Apszisát később építették hozzá, egyúttal hajóját két méterrel hosszabbították meg. Az oltár mögötti falon található a szentségtartó Jézus szíve és Páduai Szent Antal szobraival. A hajó falában Szűz Mária és Keresztelő Szent János szobrai láthatók. A templom falába néhány középkori sírkő van beépítve. A homlokzat feletti harangtoronyban három harang található. A templom körül ősi temető van középkori sírkövekkel.

- Ókori halomsírok találhatók Baraći, Kasać, Kolak és Maršići nevű településrészeken.